# Rabanal (Cidra)
Rabanal es un barrio ubicado en el municipio de Cidra en el Estado Libre Asociado de Puerto Rico. En el Censo de 2010 tenía una población de 4228 habitantes y una densidad poblacional de 432,55 personas por km².

## Geografía
Rabanal se encuentra ubicado en las coordenadas 18°10′33″N 66°12′1″O / 18.17583, -66.20028. Según la Oficina del Censo de los Estados Unidos, Rabanal tiene una superficie total de 9.77 km², de la cual 9.77 km² corresponden a tierra firme y (0.05%) 0.01 km² es agua.

## Demografía
Según el censo de 2010, había 4228 personas residiendo en Rabanal. La densidad de población era de 432,55 hab./km². De los 4228 habitantes, Rabanal estaba compuesto por el 77.08% blancos, el 8.61% eran afroamericanos, el 0.54% eran amerindios, el 0.05% eran asiáticos, el 10.53% eran de otras razas y el 3.19% pertenecían a dos o más razas. Del total de la población el 99.34% eran hispanos o latinos de cualquier raza.